# Weinhandelsküfer
Weinhandelsküfer ist ein ehemaliger Ausbildungsberuf im Weinhandel. 

## Tätigkeit
Weinhandelsküfer begleiten als Gehilfen des Önologen die gesamte Vinifikation von der Traube bis zur fertig abgefüllten Flasche. Zunächst nehmen sie das Lesegut, wie auch weitere Rohstoffe entgegen und prüfen ihre Qualität. Die Trauben entrappen und/oder mahlen sie dann maschinell, sodass Maische entsteht. Diese wird mit der Kelter zu Most ausgepresst, der nun vergoren werden kann. Die technische Überwachung und Steuerung der Prozesse, Pumpen, Filtration, Zentrifugation und andere maschinelle Schritte erfordert einschlägiges Wissen. Weinhandelsküfer überwachen den Gärprozess, filtern Hefe und Trübstoffe aus dem Wein und füllen ihn ab. 
Bei allen Tätigkeiten ist die sorgfältige Einhaltung von Hygienevorschriften und die Sauberkeit und Desinfektion der Maschinen, Behälter, Filter, Rohrleitungssysteme von starker Bedeutung. Das Endprodukt Wein in der Flasche wird auf Geschmack, Farbe und Bukett geprüft (colore - odore - sapore). Auch Marketing gehört in das Berufsbild.

## Geschichte
Der Beruf wurde am 28. Februar 1956 anerkannt. Die rasante Entwicklung der Kellerwirtschaft während der 1970er-Jahre durch immer mehr Technik machte ein modernisiertes Berufsbild erforderlich. Schließlich wurde der Industrieberuf Weinhandelsküfer am 7. Dezember 1982 durch den Nachfolgeberuf Weinküfer abgelöst.